# プロ野球1リーグ時代の優勝チーム・試合方式一覧
本項では、日本のプロ野球の内、セントラルリーグ・パシフィックリーグの2リーグの源流（ルーツ）にあたる、日本野球連盟（にほんやきゅうれんめい、1936年 - 1944年・1946年 - 1949年）によって行われたプロ野球リーグ戦における、優勝チーム・試合方式を一覧という形で記述していく。

## 参加チーム数
- 1936年　春季5チーム（+1チーム）、夏季・秋季7チーム
- 1937年　春季・秋季とも8チーム
- 1938年　春季8チーム、秋季9チーム
- 1939年〜1940年　9チーム
- 1941年〜1943年　8チーム
- 1944年　6チーム
- 1946年〜1949年　8チーム

1945年は太平洋戦争戦局悪化のため中止

## 試合方式
| 年度 | 年度 | 試合数           | 回数制限         | 時間制限         | 備考             |
| ---- | ---- | ---------------- | ---------------- | ---------------- | ---------------- |
| 1936 | 1936 | 備考（下記）参照 | 備考（下記）参照 | 備考（下記）参照 | 備考（下記）参照 |
| 1937 | 春   | 56（8×7）        | 無制限           | 日没まで         |                  |
| 1937 | 秋   | 49（7×7）        | 無制限           | 日没まで         |                  |
| 1938 | 春   | 35（5×7）        | 無制限           | 日没まで         |                  |
| 1938 | 秋   | 40（5×8）        | 無制限           | 日没まで         |                  |
| 1939 | 1939 | 96（12×8）       | 無制限           | 日没まで         |                  |
| 1940 | 1940 | 104（13×8）      | 無制限           | 日没まで         |                  |
| 1941 | 1941 | 84（12×7）       | 無制限           | 日没まで         |                  |
| 1942 | 1942 | 105（15×7）      | 無制限           | 日没まで         |                  |
| 1943 | 1943 | 84（12×7）       | 9回              | 日没まで         | 延長戦はなし     |
| 1944 | 1944 | 35（7×5）        | 12回             | 日没まで         |                  |
| 1945 | 1945 | （中止）         | （中止）         | （中止）         | （中止）         |
| 1946 | 1946 | 105（15×7）      | 12回             | 日没まで         |                  |
| 1947 | 1947 | 119（17×7）      | 13回             | 日没まで         |                  |
| 1948 | 1948 | 140（20×7）      | 14回             | 日没まで         |                  |
| 1949 | 1949 | 133（19×7）      | 15回             | 日没まで         |                  |

引き分け再試合制度実施年：1940年秋、1941年、1949年
なお、1937年秋季リーグは東京巨人軍と東京セネタースが、雨天中止で1試合未消化になっているが、年度総合優勝戦の日程の都合上未消化のままでリーグ戦打ち切りとなった。

## 優勝チーム
| 年   | 年   | 優勝球団              | 監督            |
| ---- | ---- | --------------------- | --------------- |
| 1936 | 春   | （決定せず）          | （決定せず）    |
| 1936 | 夏   | 名古屋軍（1）         | 池田豊（1）     |
| 1936 | 秋   | 東京巨人軍（1-2）     | 藤本定義（1-2） |
| 1937 | 春   | 東京巨人軍（1-2）     | 藤本定義（1-2） |
| 1937 | 秋   | 大阪タイガース（1-2） | 石本秀一（1-2） |
| 1938 | 春   | 大阪タイガース（1-2） | 石本秀一（1-2） |
| 1938 | 秋   | 東京巨人軍（3-8）     | 藤本定義（3-7） |
| 1939 |      | 東京巨人軍（3-8）     | 藤本定義（3-7） |
| 1940 |      | 東京巨人軍（3-8）     | 藤本定義（3-7） |
| 1941 |      | 東京巨人軍（3-8）     | 藤本定義（3-7） |
| 1942 |      | 東京巨人軍（3-8）     | 藤本定義（3-7） |
| 1943 | 1943 | 東京巨人軍（3-8）     | 中島治康（1）   |
| 1944 | 1944 | 阪神軍（3）           | 若林忠志（1）   |
| 1945 | 1945 | （中止）              | （中止）        |
| 1946 | 1946 | グレートリング（1）   | 山本一人（1）   |
| 1947 | 1947 | 大阪タイガース（4）   | 若林忠志（2）   |
| 1948 | 1948 | 南海ホークス（2）     | 山本一人（2）   |
| 1949 | 1949 | 読売ジャイアンツ（9） | 三原脩（1）     |

## 備考
- 1936年は現在のような長期的なリーグ戦ではなかった。
  - 「第1回日本職業リーグ戦」と銘打った春季シーズンは甲子園大会（総当り）、鳴海大会（各チーム2〜3試合）、宝塚大会（各チーム2試合）の3つの大会からなる短期リーグ戦。優勝チームは定めなかった。参加球団は大阪タイガース、名古屋軍、東京セネタース、阪急軍、大東京軍。名古屋金鯱軍は甲子園大会のみ参加。東京巨人軍はアメリカ合衆国遠征中のため参加せず。
  - 夏季シーズンは「連盟結成記念全日本野球選手権」。ここから前述7球団が全て参加。東京市・大阪市・名古屋市の3大都市でトーナメント大会を開催した。各大会のトップ賞（優勝）チームで初代チャンピオンを決定するプレーオフを行うことになっていたが、会場の調達が出来ず取り止めとなった。

参考・各ステージのトップ賞のチーム
- 東京大会（7月1日 - 7日　敗者復活戦付き）　名古屋軍
- 大阪大会（7月11日 - 13日　敗者復活なし）　阪急軍
- 名古屋大会（7月15日 - 19日　敗者復活戦付き）　大阪タイガース
  - 秋季シーズンは「第2回全日本野球選手権」。東京、大阪、名古屋の各地で総当りリーグ戦5回、トーナメント2回の7節に分けて開催。各大会のトップ賞（優勝）チームに勝ち点1（複数の場合は均等割り）を与え、最終的に勝ち点の多いチームを総合優勝としたが、東京巨人軍、大阪タイガースが勝ち点2.5の同数となり、12月に洲崎球場で年度優勝決定戦（プレーオフ）を行い、東京巨人軍が2勝1敗で初優勝を果たした。この時の映像がわずかながら残っている。

参考・各ステージのトップ賞のチーム
- 大阪第1次総当りリーグ（9月18日 - 29日）　東京巨人軍（勝ち点1）
- 名古屋トーナメント（10月4日 - 6日）　大阪タイガース（勝ち点1）
- 大阪トーナメント（10月23日 - 27日）　東京巨人軍（勝ち点2）
- 東京第1次総当りリーグ（11月3日 - 12日）　大阪タイガース（勝ち点1.5）、名古屋軍（勝ち点0.5）
- 大阪第2次総当りリーグ（11月14日 - 23日）　東京巨人軍（勝ち点2.5）、大阪タイガース（勝ち点2）
- 東京第2次総当りリーグ（11月29日 - 12月7日）　大阪タイガース（勝ち点2.5）、阪急軍（勝ち点0.5）

- 1937年〜1938年はそれぞれ春季・秋季の2つの大会が開催され、それぞれの大会の優勝チームが12月に年間総合優勝決定戦を行い、その結果大阪タイガースが2連覇した（1937年 - 東京巨人軍に4勝2敗、1938年 - 東京巨人軍に4連勝）。但し、この2年間の春季・秋季はそれぞれ独立したシーズンとみなされ、春・秋の優勝はそれぞれ通算の優勝回数にカウントされているが、年間優勝についてはカウントされていない。
- 1939年から1シーズン制。但し1944年までは年間総合順位とは別に、春季・夏季・秋季（秋季ステージのみ1943年まで）の季節ごとのステージがあり、それぞれのステージ1位のチームも表彰された。
- 1940年秋季〜1944年は戦局悪化のため英語使用が禁止され、「ストライク」は「よし」、「ボール」は「1つ」、「アウト」は「だめ」のように置き換えられた。またユニフォームや球団旗のロゴ、更にはチーム名に含まれる全ての英語が原則使用禁止となった（大阪タイガース→阪神軍、東京セネタース→翼軍、ライオン軍→朝日軍、イーグルス→黒鷲軍に改称）。
- 1944年は当初秋季連盟戦も開催される予定だったが戦局悪化のため取りやめ、非公式の総進軍優勝大会を代わりに行った。
- 1945年は更なる戦局の悪化のため開催休止となっている。